# Nick Jonas (álbum)
Nick Jonas é o segundo álbum de estúdio solo do cantor norte-americano Nick Jonas, lançado em 11 de novembro de 2014, pela gravadora Island Records. O álbum é o primeiro trabalho solo do cantor desde novembro de 2004, quando o álbum Nicholas Jonas foi lançado. Também é o primeiro trabalho musical do cantor após a separação temporária dos membros da banda Jonas Brothers, em 2013. O álbum marca uma mudança musical do cantor, sendo voltado para o R&B e não para o pop rock de Jonas Brothers. Até o lançamento do álbum, foram lançados dois singles: "Chains" em 30 de julho de 2014 e "Jealous", lançado em 8 de outubro de 2014.

## Antecedentes
"O álbum será autointitulado. Eu acho que foi importante pra mim estabelecer quem eu sou agora e por um tipo de marca de um novo dia nisso."

Após o fim da The Neon Lights Tour, turnê de Demi Lovato, Nick, que era diretor musical e criativo da turnê, deu uma entrevista à revista Rolling Stone, onde revelou o projeto solo. O cantor revelou: "Algumas coisas já estão feitas e prontas para serem lançadas. Eu tenho muitas ideias agora e eu espero lançar algumas notícias sobre minha música e meus próximos passos. Não está totalmente certo ainda, mas eu tenho começado a fazer alguns sons e agora tudo é sobre arrumar os pedaços."
Em julho de 2014, Nick revelou ao canal E! que o álbum contaria com a parceria da cantora Demi Lovato. Sobre isto, ele disse: "Nós fizemos uma. É uma canção maravilhosa que nós amamos. A voz dela é simplesmente perfeita nisto. Ela é a parceira perfeita para este som." Em entrevista a revista Time, foi revelado colaborações com Mike Posner e com a rapper Angel Haze.
No mês de setembro, a data de lançamento do álbum foi revelada: 11 de novembro de 2014. A capa da edição padrão e deluxe também foram reveladas. 10 músicas compõem a edição standard e a versão deluxe terá 3 músicas bônus.

## Promoção
Para promover o álbum, Nick fez aparições em programas de TV e rádio, além de entrevistas a revistas. O cantor também lançou uma turnê, intitulada "Nick Jonas Live", com 11 datas na América do Norte a partir de 22 de setembro de 2014. Os ingressos da turnê puderam ser adquiridos a partir da compra do álbum, que foi lançado em pré-venda nos Estados Unidos e Canadá.

## Singles
Duas canções foram lançadas para promoção do álbum. A primeira foi "Chains", em 30 de julho de 2014 como single promocional. "Chains" vendeu 30 mil cópias e alcançou a 31.ª posição da tabela Pop Digital Songs, da Billboard. O primeiro single, "Jealous", foi lançado em 8 de setembro de 2014.
Em 7 de outubro de 2014, a canção "Numb", parceria com Angel Haze, foi disponibilizada para download na Oceania. E em 13 de outubro de 2014, as canções "Teacher" e "Wilderness" foram postas a venda na Austrália. As canções não foram lançadas como singles, mas como forma de divulgação do álbum.

## Recepção da crítica
| Críticas profissionais | Críticas profissionais |
| Pontuações agregadas   | Pontuações agregadas   |
| Fonte                  | Avaliação              |
| ---------------------- | ---------------------- |
| Metacritic             | 69/100                 |
| Avaliações da crítica  |                        |
| Fonte                  | Avaliação              |
| Allmusic               | [ 13 ]                 |
| Entertainment Weekly   | (B+)                   |
| Idolator               | [ 15 ]                 |
| Rolling Stone          | [ 16 ]                 |
| Slant Magazine         | [ 17 ]                 |

O website Metacritic avaliou o álbum em 69 pontos de média numa escala que vai até 100, baseando-se em outras cinco páginas de crítica especializadas em música, em que cada uma deu uma nota de 0 a 100. Nick Jonas recebeu três críticas positivas e duas médias. O jornal The New York Times disse que o álbum é o trabalho mais maduro e arriscado do cantor, destacando a canção "Jealous" como o "ponto alto" do álbum.

## Lista de faixas
| Edição Padrão |                               |                                                                                |              |         |  |
| N.º           | Título                        | Compositor(es)                                                                 | Produtor(es) | Duração |  |
| 1.            | "Chains"                      | Jason Evigan, Ammar Malik, Daniel Parker                                       |              | 3:23    |  |
| 2.            | "Jealous"                     | John Feldman, Nick Jonas, Nolan Lambroza, Simon Wilcox                         | Sir Nolan    | 3:42    |  |
| 3.            | "Teacher"                     | Evigan, Malik, Parker                                                          |              | 3:19    |  |
| 4.            | "Warning"                     | Bjørn Erik Pedersen, Sebastian Teigen, Joseph Gil                              |              | 3:16    |  |
| 5.            | "Wilderness"                  | Ian Kirkpatrick, Sam Martin, Sean Douglas                                      |              | 3:46    |  |
| 6.            | "Numb" (com Angel Haze)       | Jonas, Mike Posner, Raeen Wilson                                               |              | 3:41    |  |
| 7.            | "Take Over"                   | Jonas, Daniel Omelio, John Ryan                                                |              | 2:39    |  |
| 8.            | "Push"                        | Jonas, Chase Foster, Daniella Mason, Christopher Young, Paul "Phamous" Shelton |              | 3:32    |  |
| 9.            | "I Want You"                  | Erik Hassle, Taio Cruz, Nick Ruth                                              |              | 3:23    |  |
| 10.           | "Avalanche" (com Demi Lovato) | Jonas, Demi Lovato, T.J. Routon, Joseph Kirkland, Jason Dean, Michel Heyaca    |              | 3:17    |  |
| 11.           | "Nothing Would Be Better"     | Jonas, Kirkpatrick, Douglas                                                    |              | 4:34    |  |

| Edição deluxe (bonus track) |                              |                       |                |         |  |
| N.º                         | Título                       | Compositor(es)        | Produtor(es)   | Duração |  |
| 12.                         | "Chains (Just a Gent Remix)" | Evigan, Malik, Parker |                | 3:52    |  |
| 13.                         | "Santa Barbara"              | Nick Jonas            |                | 3:40    |  |
| 14.                         | "Closer" (com Mike Posner)   | Jonas, Posner, Monson |                | 3:48    |  |
| Duração total:              | Duração total:               | Duração total:        | Duração total: | 50:14   |  |

## Desempenho

### Nas tabelas
| Tabela musical (2014)            | Melhor posição |
| -------------------------------- | -------------- |
| Austrália (ARIA Charts)          | 40             |
| Canadá (Canadian Albums Chart)   | 13             |
| Estados Unidos (Billboard 200)   | 6              |
| Nova Zelândia (NZ Top 40 Albums) | 35             |
| Reino Unido (UK Albums Chart)    | 16             |

## Histórico de lançamento
| País           | Data                   | Gravadora      | Formato             |
| -------------- | ---------------------- | -------------- | ------------------- |
| Estados Unidos | 11 de novembro de 2014 | Island Records | Download digital CD |
| Canadá         | 11 de novembro de 2014 | Island Records | Download digital CD |
| Austrália      | 12 de novembro de 2014 | Island Records | Download digital CD |
| Reino Unido    | 4 de março de 2015     | Island Records | Download digital    |

## Nick Jonas X2
No dia 20 de novembro de 2015 o álbum foi relançado com o título Nick Jonas X2. O álbum conta com 21 canções, 14 do primeiro lançamento e 7 "inéditas", incluindo a canção single "Levels", lançada em agosto do mesmo ano; "Area Code", canção lançada no canal do Youtube oficial do cantor; "Good Thing", single do cantor Sage The Gemini com participação de Nick; um remix da canção "Jealous" com a participação da cantora Tinashe e outros remixes.
| Faixas do relançamento |                                                                 | |              |         |  |
| N.º                    | Título                                                          | Compositor(es)                                                                                       | Produtor(es) | Duração |  |
| 15.                    | "Levels"                                                        | Sean Douglas, Talay Riley, Ian Kirkpatrick, Marcus Lomax, Jordan Johnson, Stefan Johnson, Sam Martin |              | 2:47    |  |
| 16.                    | "Area Code"                                                     | Nick Jonas, Kirkpatrick, Julia Michaels, Nolan Lambroza, Douglas, Simon Wilcox                       |              | 2:41    |  |
| 17.                    | "Chains (Remix)" (com a participação de Jhené Aiko)             | Jhené Aiko, Jason Evigan, Ammar Malik, Daniel Parker, Brian Warfield, Mac Robinson                   |              | 3:22    |  |
| 18.                    | "Jealous (Remix)" (com a participação de Tinashe)               | Jonas, Tinashe, Simon Wilcox, Lambroza                                                               |              | 3:42    |  |
| 19.                    | "Good Thing" (Sage the Gemini com a participação de Nick Jonas) | Dominic Wynn Woods, Ilya Salmanzadeh, Savan Kotecha, Peter Svensson                                  |              | 3:47    |  |
| 20.                    | "Teacher" (Young Bombs Remix)                                   | Evigan, Malik, Parker                                                                                |              | 3:35    |  |
| 21.                    | "Levels" (Alex Ghenea Radio Edit)                               | |              | 3:14    |  |

### Histórico de lançamento
| País           | Data                   | Gravadora      | Formato             |
| -------------- | ---------------------- | -------------- | ------------------- |
| Estados Unidos | 20 de novembro de 2015 | Island Records | Download digital CD |